# Sociovergencia
Sociovergencia (en catalán, sociovergència) es el término con el que algunos autores se refieren a aquel establishment, o entramado de poder, que controlaría mayoritariamente la economía, los medios de comunicación y la política de la comunidad autónoma de Cataluña (España) desde de la transición española.
El término hace referencia a las dos formaciones políticas mayoritarias durante gran parte de la actual etapa autonómica: Convergència i Unió —predecesora de Junts per Catalunya— y el Partit dels Socialistes de Catalunya, y se ha empleado especialmente a la hora de abordar la posibilidad de un gobierno de coalición entre ambas fuerzas en la Generalidad de Cataluña.
Los críticos de este concepto consideran que no describe una realidad existente y que únicamente responde a motivaciones partidistas o políticas.